# James Darmesteter

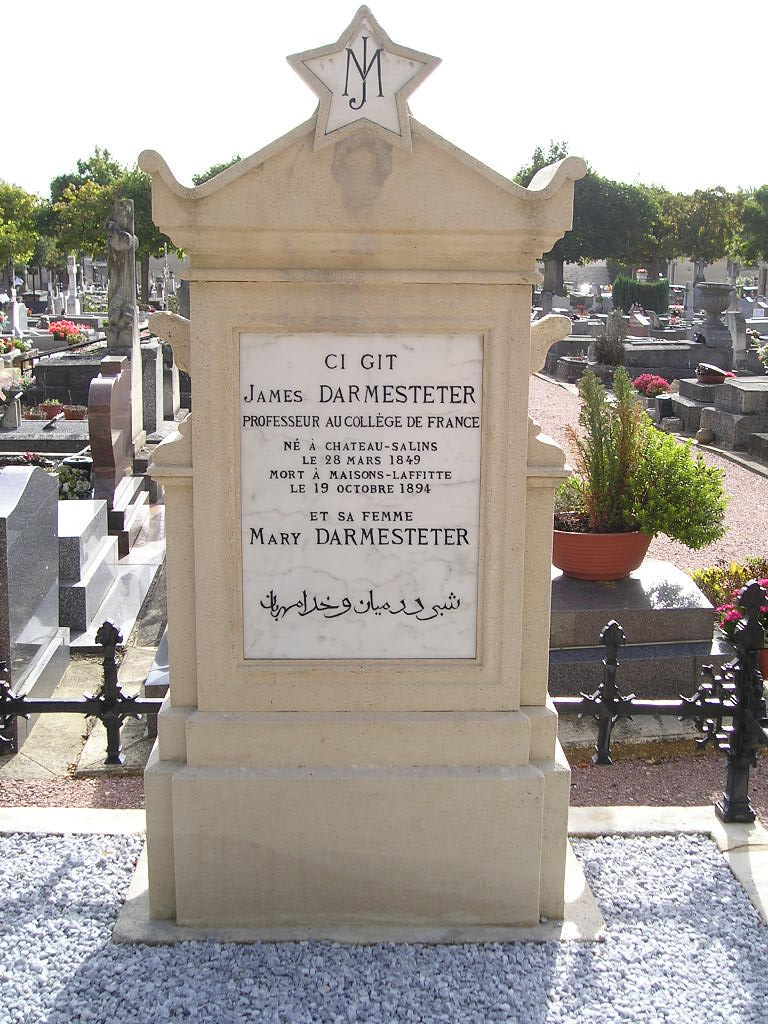
Tumba de James Darmesteter.

James Darmesteter (Château-Salins, 28 de marzo de 1849 - Maisons-Laffitte, 19 de octubre de 1894), lingüista, orientalista, escritor y anticuario francés.

## Biografía
Nació en Alsacia, de padres judíos. Fue hermano del filólogo Arsène Darmesteter.
Estudia en París, donde es alumno de Michel Jules Alfred Bréal y Abel Bergaigne; desarrolla un gusto por los estudios orientales. Publica una tesis sobre la mitología del Avesta en la que decía que era la religión iraní del zoroastrismo era la que había tomado elementos prestados del judaísmo, (y no al revés, como muchos dicen). En 1877 fue nombrado profesor de idioma persa en la École des Hautes Études.
Se puede encontrar un éloge de James Darmesteter en el Journal asiatique (1894, vol. iv., pp. 519-534), y una nota de Henri Cordier, con una lista de sus escritos, en The Royal Asiatic Society's Journal (enero de 1895); además, merece leerse el artículo de Gaston Paris, "James Darmesteter," en Penseurs et poètes (1896), (pp. 1-61).

## Obras
- Haurvatât et Ameretât : essai sur la mythologie de l'Avesta (1875)
- Ormazd et Ahriman : leurs origines et leur histoire (1877)
- La Légende d'Alexandre chez les Parses (1878)
- Chants populaires des Afghans (1880)
- Coup d'œil sur l'histoire du peuple juif, brochure, Librairie nouvelle, Paris, 1881.
- Essais orientaux (1883) (Contient une nouvelle édition du Coup d'œil sur l'histoire du peuple juif, consultable sur Wikisource.)
- Études iraniennes 2 Bde. (1883)
- Le Mahdi, depuis les origines de l'Islam jusqu'à nos jours (1885)
- Les Origines de la poésie persane (1887), réédition Sulliver (1995)
- Lettres sur l'Inde. A la frontière afghane (1887)
- La Légende divine (1890)
- Les Prophètes d'Israël (1892)